# Winter World University Games 2023/Freestyle-Skiing
Bei den Winter World University Games 2023 wurden neun Wettkämpfe im Freestyle-Skiing ausgetragen.

## Bilanz

### Medaillenspiegel
| Platz  | Land           | 00 | 00 | 00 | Gesamt |
| ------ | -------------- | -- | -- | -- | ------ |
| 1      | Japan          | 4  | 1  | –  | 5      |
| 2      | Deutschland    | 1  | 1  | 1  | 3      |
| 3      | Großbritannien | 1  | –  | 1  | 2      |
| 4      | Schweiz        | –  | 2  | –  | 2      |
| 5      | Thailand       | –  | 1  | 1  | 2      |
| 6      | Slowakei       | –  | 1  | –  | 1      |
| 7      | Kanada         | –  | –  | 1  | 1      |
| 7      | Tschechien     | –  | –  | 1  | 1      |
| 7      | Finnland       | –  | –  | 1  | 1      |
| Gesamt | Gesamt         | 6  | 6  | 6  | 18     |

### Medaillengewinner

#### Männer
| Disziplin  | Gold         | Silber          | Bronze          |
| ---------- | ------------ | --------------- | --------------- |
| Big Air    | Jakob Geßner | Paul Vieuxtemps | Vojtěch Břeský  |
| Slopestyle | Rai Kasamura | Manatsu Sato    | Paul Vieuxtemps |
| Skicross   | Scott Johns  | Tim-Ole Mietz   | Niklas Illig    |

#### Frauen
| Disziplin  | Gold          | Silber          | Bronze                |
| ---------- | ------------- | --------------- | --------------------- |
| Big Air    | Yuna Koga     | Michelle Rageth | Jacob Dilling         |
| Slopestyle | Yuna Koga     | Michelle Rageth | Thea Fenwick          |
| Skicross   | Lin Nakanishi | Nikola Fričová  | Elizabeth Filiatrault |